# تيا (برشلونة)
بلدية تيا (بالكاتالانية: Teià) هي إحدى بلديات مقاطعة برشلونة، والتي تقع في منطقة كاتالونيا، شرق إسبانيا.
يبلغ عدد سكانها 5.969 نسمة وفقاً لإحصائية سنة (2007).